# Aramith Masters Championship 2017
Die Aramith Masters Championship 2017 war ein Poolbillardturnier in der Disziplin 8-Ball, das vom 5. bis 8. April 2017 im Steinway Billiards im New Yorker Stadtteil Astoria in den USA stattfand. Es war das zweite Turnier der World Pool Series.
Sieger wurde der Albaner Eklent Kaçi, der im Finale den Philippiner Carlo Biado mit 2:0 (6:4, 7:5) besiegte und damit zum ersten Mal ein Weltranglistenturnier gewann. Den dritten Platz belegten Darren Appleton und Jayson Shaw. Ruslan Tschinachow, der Sieger des ersten WPS-Turniers, schied bereits in der Vorrunde aus.
Das parallel stattfindende Challengeturnier, die Kamui Challenge, gewann der Philippiner Lee Van Corteza durch einen 2:1-Finalsieg gegen den Finnen Mika Immonen.

## Modus
Der Modus wurde gegenüber dem ersten Turnier der World Pool Series stark verändert. Die 82 Teilnehmer traten bis zum Achtelfinale im Doppel-K.-o.-System gegeneinander an und anschließend im K.-o.-System. In der Doppel-K.-o.-Phase wurde ein Satz auf neun Gewinnspiele gespielt, der mit einem Vorsprung von zwei Spielen gewonnen musste. Bei einem Stand von 8:8 wurde ein Shootout gespielt, bei dem beide Spieler fünf Bälle aus vorgegebener Position spielten und pro versenkten Ball einen Punkt erhielten. In der Finalrunde wurden im Best-of-3-Modus mehrere Sätze gespielt. Innerhalb der Sätze wurden sechs Gewinnspiele gespielt, wobei erneut mit einem Vorsprung von zwei Punkten gewonnen werden muss. Beim Stand von 6:6 wurde in den ersten beiden Sätzen ein Entscheidungsspiel gespielt, im dritten Satz wurde der Sieger in einem Shootout ermittelt.

## Preisgeld
Das Preisgeld wurde gegenüber dem ersten Turnier deutlich gesenkt.
|                 | Preisgeld  |
| --------------- | ---------- |
| Sieger          | 14.000 US$ |
| Finalist        | 7.000 US$  |
| Halbfinalist    | 4.500 US$  |
| Viertelfinalist | 3.000 US$  |
| Achtelfinalist  | 1.800 US$  |
| 17.–24. Platz   | 750 US$    |
| Gesamt          | 62.400 US$ |

## Vorrunde
Die folgenden Spieler schieden in der Vorrunde aus:
| 2. Verliererrunde (65.–82. Platz) | 3. Verliererrunde (49.–64. Platz) | 4. Verliererrunde (33.–48. Platz) |
| --- | --- | --- |
| - Ben Crawley - Martin Daigle - Lukas Fracasso-Verner - Sam Frangie - Loree Jon Hasson - Carl Khan - Ron Mason - Mohaned Gmess Mohand - Sean Morgan - Chris McDaniel - Mike Salerno - Abdullah al-Shammari - Saud Kareem al-Shammari - Del Sim - Monica Webb - Kevin West - Michael Yednak - Zion Zvi | - Jennifer Barretta - Keith Bennett - Jason Bensinger - Tommy Kennedy - Line Kjørsvik - Matt Krah - Tōru Kuribayashi - Zika Mihajlovski - Greg Mitchell - Jamison Neu - Jimmy Rivera - Tony Robles - Elvis Rodriguez - Jorge Rodríguez - Ike Runnels - Chumreon Sutcharitakul | - David Alcaide - Khalid Abdullah Alotaib - Abdul Rahman al-Amar - Johnny Archer - Cheng Yu-hsuan - Corey Deuel - Maxim Dudanez - Frankie Hernandez - Pat Holtz - Lee Kang - Hunter Lombardo - Mark McGauley - Rob Pole - Ruslan Tschinachow - Rob Wetherhold - Skyler Woodward |
| 5. Verliererrunde (25.–32. Platz) | 6. Verliererrunde (17.–24. Platz) | |
| - Damianos Giallourakis - Mika Immonen - Warren Kiamco - Rodney Morris - Naoyuki Ōi - Manny Pérez - Tomoo Takano - Marc Vidal | - Karl Boyes - Johann Chua - Lee Van Corteza - Mark Gray - Imran Majid - Dennis Orcollo - Josh Roberts - Shaun Wilkie | |

## Finalrunde
|  | Achtelfinale | Achtelfinale      | Achtelfinale | Achtelfinale | Achtelfinale |  |  | Viertelfinale | Viertelfinale   | Viertelfinale | Viertelfinale | Viertelfinale |  |  | Halbfinale      | Halbfinale | Halbfinale | Halbfinale | Halbfinale |  |  | Finale | Finale | Finale | Finale | Finale |
|  |              |                   |              |              |              |  |  |               |                 |               |               |               |  |  |                 |            |            |            |            |  |  |        |        |        |        |        |
|  |              | Billy Thorpe      | 4            | 1            |              |  |  |               |                 |               |               |               |  |  |                 |            |            |            |            |  |  |        |        |        |        |        |
|  |              | Darren Appleton   | 6            | 6            |              |  |  |               | Darren Appleton | 5             | 6             | 6             |  |  |                 |            |            |            |            |  |  |        |        |        |        |        |
|  |              | Denis Grabe       | 7            | 6            |              |  |  |               | Denis Grabe     | 7             | 4             | 3             |  |  |                 |            |            |            |            |  |  |        |        |        |        |        |
|  |              | Raj Hundal        | 6            | 3            |              |  |  |               |                 |               |               |               |  |  | Darren Appleton | 3          | 5          |            |            |  |  |        |        |        |        |        |
|  |              | Ramil Gallego     | 6            | 3            | 2            |  |  |               |                 |               |               |               |  |  | Carlo Biado     | 6          | 7          |            |            |  |  |        |        |        |        |        |
|  |              | Ralf Souquet      | 2            | 6            | 6            |  |  |               | Ralf Souquet    | 4             | 3             |               |  |  |                 |            |            |            |            |  |  |        |        |        |        |        |
|  |              | Thorsten Hohmann  | 6            | 4            | 6            |  |  |               | Carlo Biado     | 6             | 6             |               |  |  |                 |            |            |            |            |  |  |        |        |        |        |        |
|  |              | Carlo Biado       | 4            | 6            | 6 1          |  |  |               |                 |               |               |               |  |  | Carlo Biado     | 4          | 5          |            |            |  |  |        |        |        |        |        |
|  |              | Francisco Sánchez | 6            | 4            | ?            |  |  |               |                 |               |               |               |  |  | Eklent Kaçi     | 6          | 7          |            |            |  |  |        |        |        |        |        |
|  |              | Eklent Kaçi       | 2            | 6            | 6            |  |  |               | Eklent Kaçi     | 6             | 6             |               |  |  |                 |            |            |            |            |  |  |        |        |        |        |        |
|  |              | Brandon Shuff     | 2            | 6            |              |  |  |               | Jeffrey de Luna | 0             | 1             |               |  |  |                 |            |            |            |            |  |  |        |        |        |        |        |
|  |              | Jeffrey de Luna   | 6            | 7            |              |  |  |               |                 |               |               |               |  |  | Eklent Kaçi     | 6          | 7          |            |            |  |  |        |        |        |        |        |
|  |              | Roberto Gomez     | 3            | 3            |              |  |  |               |                 |               |               |               |  |  | Jayson Shaw     | 4          | 5          |            |            |  |  |        |        |        |        |        |
|  |              | Chris Melling     | 6            | 6            |              |  |  |               | Chris Melling   | 4             | 6             | 6             |  |  |                 |            |            |            |            |  |  |        |        |        |        |        |
|  |              | Alexander Kazakis | 3            | 6            | 3            |  |  |               | Jayson Shaw     | 6             | 3             | 6 2           |  |  |                 |            |            |            |            |  |  |        |        |        |        |        |
|  |              | Jayson Shaw       | 6            | 3            | 6            |  |  |               |                 |               |               |               |  |  |                 |            |            |            |            |  |  |        |        |        |        |        |